# Dawn (Danger Danger)
Dawn è il terzo album in studio del gruppo musicale statunitense Danger Danger, pubblicato nel 1995 dalla Low Dice Records. Non si tratta effettivamente della terza incisione in studio del gruppo, in quanto era stata prevista la pubblicazione dell'album Cockroach per la fine del 1993, poi sfumata in seguito all'abbandono del cantante Ted Poley e vari problemi legali.

## Tracce
Testi e musiche di Paul Laine e Bruno Ravel.
1. Helicopter – 4:58
2. Crawl – 4:53
3. Punching Bag – 4:58
4. Mother Mercy – 4:32
5. Sorry – 5:22
6. Drivin' Sideways – 3:48
7. Goodbye – 3:51
8. Wide Awake and Dead – 6:12
9. Nobody Cares – 4:37
10. Heaven's Fallin' – 5:44
11. Hard – 5:30

## Formazione
- Paul Laine – voce, chitarra acustica
- Bruno Ravel – basso, chitarre, tastiere, cori
- Steve West – batteria, percussioni